# Edvīns Bietags
Edvīns Bietags   (Rūjiena, 28 de febrer de 1908 - Jūrmala, 29 de setembre de 1983) va ser un lluitador letó, especialista en lluita grecoromana, que va competir durant la dècada de 1930.
El 1936 va prendre part en els Jocs Olímpics d'Estiu de Berlín, on va guanyar la medalla de plata en la competició del pes semi pesat del programa de lluita lliure.
En el seu palmarès també destaca una medalla d'or al Campionat d'Europa de lluita en estil grecoromà. A nivell nacional guanyà sis campionats letons de lluita grecoromana, el 1930, 1931, 1934, 1935, 1938 i 1940. La Segona Guerra Mundial suposà la fi de la seva carrera esportiva.